# Deserto di Strzelecki

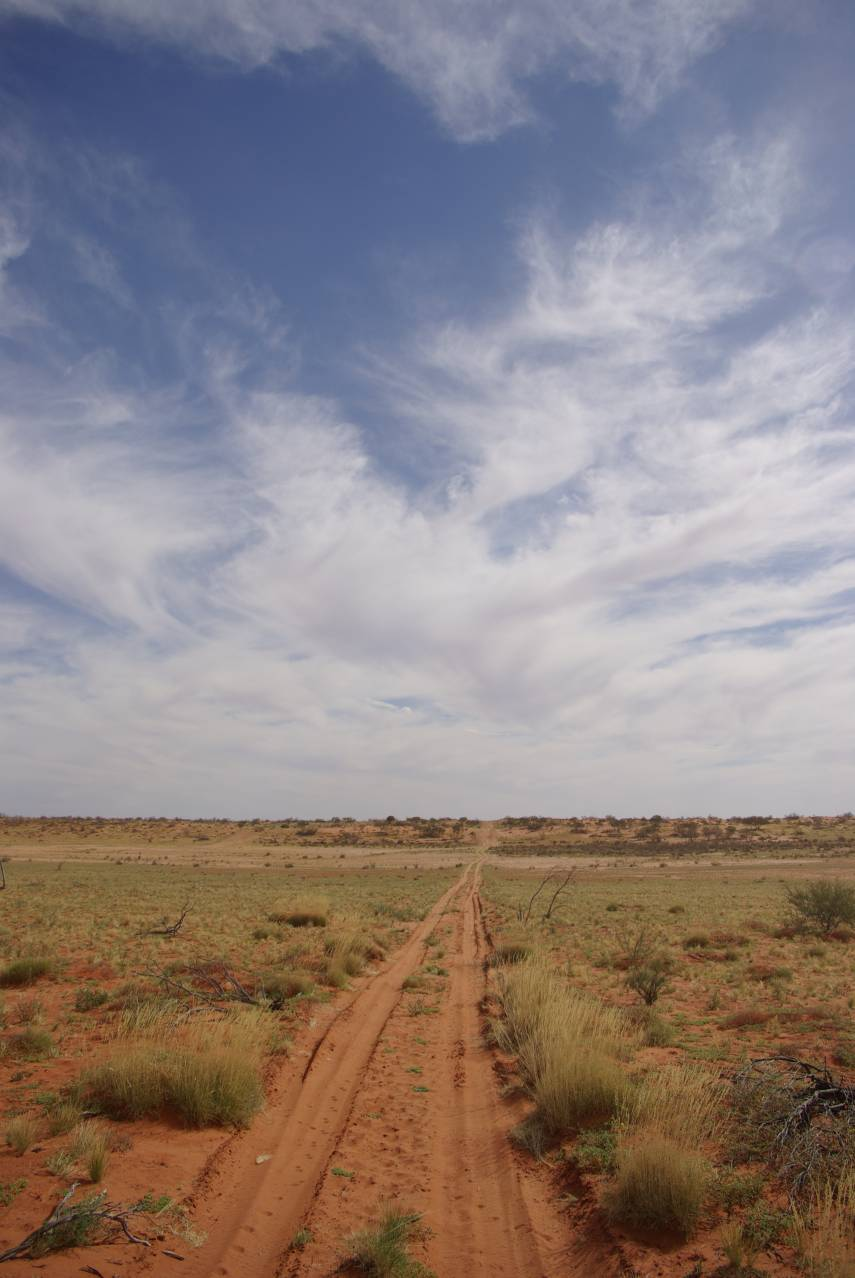
Strada sterrata nel deserto Strzelecki.

Il deserto dello Strzelecki si trova nell'estremo nord della regione Far North dell'Australia meridionale, nel Queensland sudoccidentale e nel Nuovo Galles del Sud occidentale.
È situato a nordest del bacino del lago Eyre, e a nord dei monti Flinders. Nell'angolo nordoccidentale del deserto vi è la piccola città di Birdsville.
Il deserto è caratterizzato da ampie distese di dune ed è sede di tre aree di riserva naturale. Ha preso il nome dall'esploratore polacco Paweł Edmund Strzelecki.
È attraversato dalla Birdsville Track e dal fiume Diamantina.